# Mesoleptus gallicus
Mesoleptus gallicus là một loài tò vò trong họ Ichneumonidae.